# خوان كاسيريس
خوان كاسيريس (بالإسبانية: Juan Cáceres)‏ هو سائق سباق ومهندس أوروغواياني، ولد في 1 مايو 1984 في مونتفيدو في الأوروغواي.

## وصلات خارجية
- خوان كاسيريس على موقع DriverDB.com (الإنجليزية)